# Кровавые пальцы
«Кровавые пальцы» (альтернативное название — «Жестокий боксёр»; кит. трад. 唐人客, палл. Тан жэнь кэ, буквально: «Китайские гости», англ. The Brutal Boxer) — гонконгский фильм с боевыми искусствами 1972 года режиссёра Гуань Шаня, снятый по сценарию Ни Куана.

## Сюжет
Сяо Чэн и его брат Чэнь Ушэн разыскивают своего дядю. Поиски приводят их в ресторан в Таиланде, где возникает стычка, и в которой братьям помогает сотрудник криминального босса Король Чань. Он приводит их к боссу. Король говорит братьям, что знал их дядю, и обещает помочь в поисках. Заметив, что Чэнь Ушэн хороший боец, босс даёт ему работу, а сам занимается поиском дяди. Однако, позже выясняется, что к исчезновению дяди причастен сам Король Чань, и у него нехорошие планы по отношению к братьям.

## В ролях
| Актёр        | Роль                      |
| ------------ | ------------------------- |
| Чэнь Син     | Король Чань               |
| Рэймонд Лёй  | Сяо Чэн                   |
| Хонь Саньфун | наёмный боец              |
| Гуань Шань   | Чэнь Ушэн                 |
| Тянь Ни      | Чань Ин-ин                |
| Марс         | Цзинь                     |
| Гэ Сянтин    | владелец ресторана / дядя |
| Лэй Мунпон   |                           |

Среди бойцов в фильме можно заметить молодого Джеки Чана.

## Технические данные
- Язык: путунхуа
- Продолжительность: 87 мин
- Изображение: цветной
- Плёнка: 35 мм.
- Формат: 2,35:1.
- Звук: моно